# Claude Weisbuch
Claude Weisbuch, né le 8 février 1927 à Thionville et mort le 13 avril 2014 à Paris,, est un peintre, dessinateur et graveur français.

## Biographie
Né d'une mère lorraine, Alice Weill, et d'un père d'origine roumaine, Sigmund Weisbuch, d'abord ingénieur puis grossiste en horlogerie-bijouterie, Claude Weisbuch est élève à l'école Émile Gebhart puis au lycée Henri-Poincaré de Nancy avant que l'Occupation et l'exode ne conduisent la famille à Roanne. De retour en Lorraine, il suit les cours de Camille Hilaire et d'André Vahl à l'École nationale supérieure d'art de Nancy. Il est ensuite nommé professeur de gravure à l'école des beaux-arts de Saint-Étienne.
Après des débuts confidentiels, il se fait connaître en 1961, année où il reçoit le prix de la critique.
En 1968, il devient membre titulaire de la Société des peintres-graveurs français.
Mort en avril 2014, Claude Weisbuch repose au cimetière du Montparnasse.

## Œuvre
Son œuvre est essentiellement consacrée à la gravure, par laquelle il aime à traduire, grâce au trait, la vie, le mouvement et le caractère de ses personnages : polichinelles, arlequins, musiciens ou scènes équestres. Pour Patrick Waldberg, « l'homme apparaît comme un thème obsessionnel dans l'œuvre de Weisbuch, soit qu'il s'efforce de le capter dans le miroir en contemplant sa propre image, soit qu'il le surprenne dans les traits de ses visiteurs, soit encore qu'il tente de le déchiffrer chez les maîtres d'autrefois qu'il vénère, Jacques Callot, Rembrandt ou Honoré Daumier ». S'il pratique diverses techniques (lithographie, pointe sèche, etc.) qu'il met au service de l'illustration de livres de bibliophilie, il est aussi peintre et dessinateur. Ses couleurs privilégiées sont les ocres, les bruns et les blancs, avec lesquels il cherche à introduire les effets de lumière par des compositions où le trait et la finesse du dessin conservent la vie que l'on trouve dans ses gravures.
Son trait précis et dynamique livre une œuvre tout en mouvement et tourbillonnante sur des thèmes qu’il affectionne : le théâtre, l’opéra, le milieu équestre, les musiciens, les joueurs de carte, les danseurs de kabuki ainsi que de nombreux portraits. Ses œuvres ont l'aspect de croquis inachevés, mêlant peu de couleurs mais d'une grande vivacité du trait.

### Livres illustrés (sélection)
- 1966 : Chrétien de Troyes, Le Chevalier de la Charrette 22 pointes sèches originales pleine page ; in-folio en feuille sous emboîtage, tirage à 245 exemplaires, publié par Beaux Livres Grands Amis, Atelier Rigal.
- 1967 : Érasme, Éloge de la Folie Grand in-4° en feuilles sous emboîtage titré ocre jaune doublé de velours gris souris. 120 pages, tirage total à 310 exemplaires sur grand Vélin, réservés aux Disciples d'Hippocrate et aux amis de Pierre de Tartas, traduction inédite d'André Berry, lithographies originales ; Pierre de Tartas.
- 1972 : Nicolas Machiavel, Le Prince, Tirage total de 300 exemplaires numérotés dont 75 signés de l'artiste avec 7 pointes-sèches et 3 gaufrages à sec, Fogola éditeur à Turin, imprimé par Patrick Degouy.
- 1974 : Maurice Genevoix, La Forêt perdue Grand in-4° en feuilles sous emboîtage terre de Sienne, 161 pages, tirage total à 185 exemplaires, illustré de pointes-sèches (dont certaines en doubles pages). Maison de la Chasse et de la Nature.
- 1975 : Michel Bohbot, Espace du cri Tirage total de 90 exemplaires numérotés, 2 gravures originales, Éditions Lettera Amorosa.
- 1975 : Frédérick Tristan, Lettre au Docteur Dermeste Tirage total de 80 exemplaires numérotés, 3 pointes-sèches, Éditions Lettera Amorosa.
- 1976 : Guy de Maupassant (préface de Maurice Genevoix), Le Horla Tirage total de 130 exemplaires, 14 pointes-sèches, Société normande des amis du livre.
- 1981 : Raymond Radiguet, Le Diable au corps Lithographies originales ; Cercle européen d'Éditions ; petit in-4° reliure d'édition maroquin-du-Cap Bordeaux.
- 1982 : Léon Tolstoï, Le Cheval Grand in-4° en feuilles sous emboîtage bleu canard, pièce de titre noire au dos. 110 pages, tirage total de 161 exemplaires. 
Cette nouvelle de Tolstoï a été traduite par Boris de Schlœzer, et a été illustrée de 6 eaux-fortes originales, qui furent tirées à la main sur les presses à bras de Patrick Degouy. Tous les exemplaires portent la signature de l'artiste, ainsi que de la présidente et de la vice-présidente de la société bibliophilique Les Cent une.
- 1984 : Johann Wolfgang Goethe (traduction de Gérard de Nerval), Faust et le second Faust Tirage total de 1.950 exemplaires numérotés, 24 lithographies et 67 dessins, Nouvelle Librairie de France.
- 1990 : Molière, Don Juan Pointes sèches ; Les Amis du livre contemporain.
- 1995 : Oscar Wilde, L'Âme de l'Homme Traduit de l'anglais et préfacé par François Weisman. Suivi d'un texte de Carlos Semprún Maura intitulé Le Robot et le Prolétaire ; in-8o broché de 77 pages, illustré ; Paris, Moraïma, édition du Cercle des amis des livres.
- 1995 : Pierre Corneille, Horace, tirage total de 180 exemplaires numérotés, 15 pointes-sèches originales, Les Pharmaciens bibliophiles.
- 2004 : Jean-Louis Crémieux-Brilhac, Pour Jean Moulin, 99 exemplaires de tête enrichis de trois lithographies originales numérotées et signées, l'une de Vladimir Veličković, deux de Claude Weisbuch (Portraits de Charles de Gaulle et de Jean Moulin), éditions Mécènentreprise, Lyon, 2004.
- 2006 : Pierre-Louis Duchartre, La Comedia dell’arte Accompagné d'un texte inédit de Roland Barthes, lithographies en bistre  ; Gentilly, éditions Archimbaud-Machet ; in-4° en feuilles sous emboîtage de toile rouge.

## Expositions

### Expositions personnelles
- 1951 : Club des Arts, Nancy, gravures[11].
- 1952 : Galerie des Arts, Nancy, gravures[11].
- 1957 : Galerie Saint-Placide, peintures et gravures[11].
- 1958 : Galerie de Presbourg, Paris, Peintures - Galerie Saint Placide, Paris, Peintures - Galerie des Arts, Nancy, Don Quichotte - Gravures[11].
- 1960 : Galerie Hervé, Paris, Pantomimes extraordinaires - Peintures.
- 1962 : Galerie O'Hanna, Londres, Peintures.
- 1963 : Galerie Hervé, Paris, Du portrait d'homme - Peintures - Galerie Nichido, Tōkyō, peintures.
- 1965 : Galerie Hervé, Paris, Cent dessins - Galerie Dresdener, Toronto, Peintures.
- 1966 : Galerie Dantesca, Turin, Peintures, gravures, dessins.
- 1967 : Galerie Hervé, Paris[12].
- 1968 : Galerie Vision Nouvelle, Paris, Gravures.
- 1969 : Galerie Hervé, Paris, Peintures - Galerie Reflets, Bruxelles, Gravures, peintures - Galerie Dresder, Montréal, Peintures.
- 1970 : Galerie Taménaga, Tōkyō, peintures - Galerie Sagot - Le Garrec, Paris, gravures - Musée d'art moderne de la ville de Paris A.R.C., Paris, gravures 5.
- 1971 : Galerie Guerre, Avignon.
- 1972 : Galerie Dantesca, Turin Festival, Sarlat, peintures.
- 1973 : Galerie Wayss, Nancy, peintures, gravures, dessins Galerie Auguste Comte, Lyon, peintures, gravures, dessins Galerie Taménaga, Tōkyō, peintures - Galerie Vision Nouvelle, Paris, Hommage à Rembrandt - Gravures.
- 1974 : Galerie Esthetika, Courtrai, gravures - Galerie Hervé Odermatt, Paris, peintures Galerie Ésthetika, Kurne, gravures - Galerie Wayss, Nancy, gravures, dessins, pastels Galerie Dietesheim, Neuchâtel, gravures - Galerie Grafikhuset, Stockholm, gravures, dessins.
- 1975 : Galerie Schwarzer, Vienne, gravures, peintures, dessins Galerie Fogola, Turin, dessins, pastels Sotheby-Parke Benett, Munich, gravures, dessins Galerie Hervé Odermatt, Paris, dessins Galerie Joly, Washington, gravure.
- 1976 : Galerie Taménaga, Tōkyō, peintures - Galerie Wayss, Nancy, gravures, dessins - Galerie Tabula, Tübingen, gravures, dessins - Galerie Vision Nouvelle, « Le cheval-Le peintre et son modèle », Paris, dessins, gravures.
- 1977 : Grafikhuset, Futura, Stockholm - Galerie Jivô, Vänersborg Galerie Pigalle, Norrköping Celsius Gallery, Uppsala Galerie Mœbius, Göteborg - Galerie Vision Nouvelle, Jérusalem - Centre culturel du Château de Sainte-Menehould, rétrospective, gravures.
- 1978 : Galerie David Barnett, Milwaukee, Gravures, dessins - Galerie de l'Orangerie, Cologne, Gravures, dessins, pastels - Grafikhuset Futura, Stockholm, Peintures, dessins - Les Cordeliers, Châteauroux, Gravures, dessins, peintures - Maison de la Culture, Montbéliard, Gravures - Maison de la Culture, Chelles, Gravures, peintures, dessins.
- 1979 : Galerie L'Empreinte, Strasbourg, Gravures, dessins - Galerie Reflets, Bruxelles, Gravures, dessins - Galerie Bon à tirer, Los Angeles, Gravures, pastels.
- 1980 : Galerie Hervé Odermatt, Paris, Calligraphie de la figure - Peintures - Galerie E. Gollon, Saint-Paul-de-Vence.
- 1981 : Galerie La Boutique d'Art, Nice Galerie Hélène Trintignant, Montpellier Galerie Martine Remy, Strasbourg.
- 1982 : Galerie Vallen, Stockholm - Galerie Sagot - Le Garrec, Paris - Galerie Taménaga, Tōkyō, Peintures - Galerie Vision Nouvelle, Tōkyō, Nagoya, Ōsaka, Gravures.
- 1983 : Galerie Hélène Trintignant, Montpellier.
- 1984 : musée de la Perrine, Laval, Gravures - Rétrospective gravures, Moscou - Galerie Présence, Bruxelles, Peintures, gravures.
- 1985 : Galerie Moyon-Avenard, Nantes, Peintures - Galerie Taménaga, Paris, Peintures - Hôtel New Otani, Ōsaka, Réalisation de peintures murales.
- 1986 : Galerie Taménaga, Tōkyō, Peintures - Serre de l'école des beaux-arts, Saint-Étienne, Peintures, gravures.
- 1988 : Rétrospective peintures, Château de Chenonceau Rétrospective gravures, Artothèque du musée de Montpellier Galerie Taménaga, Paris, dessins, pastels Galerie Vision Nouvelle, Tōkyō, gravures.
- 1989 : Galerie Taménaga, Paris, Peintures.
- 1990 : Galerie Taménaga, Paris, Peintures.
- 1992 : rétrospective, Sarlat - Galerie Taménaga, Paris, Dessins.
- 1993 : Galerie Taménaga, Tōkyō et Ōsaka.
- 1994 : Galerie Élégance, Taipei - Galerie Sanbi, Tōkyō, œuvres graphiques - Mitsukoshi, Tōkyō.
- 1995 : Galerie Taménaga, Ōsaka - Salon du cercle municipal des Gobelins, Paris 13e.
- 1996 : Printemps Ginza, Tōkyō, peintures - Musée New Otani, Tōkyō, peintures.
- 1997 : Galerie Raugraff, Nancy, peintures, pastels, dessins, gravures, lithographies - Galerie du Théâtre, Besançon, peintures, dessins, gravures, lithographies.
- novembre 1998 : Galerie Alice Mogabgab, Beyrouth[13].
- 1999 : Rétrospective « Weisbuch, 50 ans d'estampes », 230 œuvres exposées à Strasbourg sous la direction de son éditeur, L'Estampe Éditions[14] - Galerie Taménaga, Paris, Tōkyō.
- 2000 : Rétrospective Château de Vascœuil, par L'Estampe - Galerie du Théâtre, Besançon, peintures, dessins, gravures, pastels, lithographies - Rétrospective Chambre de Commerce, Strasbourg - gravures (rétrospective), centre culturel Jacques Brel, Thionville - Chambre de commerce, Nancy, Rétrospective - Gravures.
- 2001 : Orangerie de Madame Élisabeth, Versailles, Rétrospective - Peintures.
- 2002 : Galerie Taménaga, Paris, Claude Weisbuch - Mouvements.
- 2003 : Galerie L'Estampe, en partenariat avec la Galerie du Théâtre -estampes et peintures, Besançon.
- 2004 : Galerie Taménaga, Paris, Prométhée présentant le secret du feu aux humains - Galerie Crid'Art, Galerie L'Estampe, Amnéville-les-Thermes, peintures, gravures, dessins, estampes - Galerie des Arts, Nîmes, peintures.
- 2010 : Galerie125, Argancy, Claude Weisbuch - Œuvres récentes - Galerie Athanor, Guérande - Espace Bargemon, Marseille, Rétrospective Claude Weisbuch.

- juin-août 2011 : Office de tourisme de Saint-Nicolas-de-Port[15].
- 2012 : Collection Mekahli/Voglino, Cannes France.
- 2012 : Château de Malbrouck, Manderen, Cent cinquante œuvres de Claude Weisbuch (organisation conseil général de la Moselle et L'Estampe (éditeur de Claude Weisbuch)[16],[17],[18].
- 2012 :  Galerie de l'Estampe, Strasbourg, peintures, gravures, dessins.
- 2012 : Exposition à la Maison des vins de Graves de Podensac en Gironde. 150 œuvres de l'artiste. Événement organisé par Cours N° 3.
- 2012 : Musée municipal méditerranéen d'arts et traditions populaires, Cassis, Un maître du graphisme, Claude Weisbuch à Cassis.
- 2012 : Maison du patrimoine, Mesquer[19].
- 2013 : Galerie125, Argancy, Weisbuch, œuvres majeures - Dessins, gravures, lithographies et huiles sur toile.
- 2014 : Galerie125, Argancy, Weisbuch, de 1947 à 1960 - Cent gravures anciennes.
- 2014 : L'Estampe, Strasbourg, L'hommage à Weisbuch.
- 2014 : Maison de la truffe et du vin du Luberon, Ménerbes[20].
- octobre 2014 : Espace-galerie de l'encadreur, Dijon[21].
- 2015 : Galerie125, Argancy et Galerie Guy Pensa, Algrange, Claude Weisbuch[22],[23],[24].
- Novembre-décembre 2018 : Galerie de l'atelier, Nancy[25].
- Espace Richelieu, Richelieu, avril-mai 2019.

### Expositions collectives
- Salon de mai (section gravure), Paris, 1953[11].
- Salon de la Jeune Peinture, Paris, 1956, 1958, 1959, 1961.
- Salon des peintres témoins de leur temps, palais Galliera, Paris, 1958[11], 1961 (Hommage aux grands peintres français, huile sur toile[26]).
- Salon des Tuileries, Paris, 1959[11].
- Œuvres offertes par les artistes français et de divers pays - Bernard Buffet, Jean Commère, Géula Dagan, Pierre Garcia-Fons, Robert Lapoujade, André Minaux, Yvonne Mottet, Roland Oudot, Michel Patrix, Pablo Picasso, Édouard Pignon, Paul Rebeyrolle, Henry de Waroquier, Jean Weinbaum, Claude Weisbuch, Conférence d'Europe occidentale pour l'amnistie aux emprisonnés et exilés politiques espagnols, Maison de la pensée française, Paris, avril-mai 1961[27].
- Exposition organisée à l'occasion des États généraux du désarmement, Cercle Volney, Paris, mai 1963.
- 1971 : Biennale de la gravure, Épinal.
- 1979 : Johnny Friedlaender, Rufino Tamayo, Claude Weisbuch, Garner and Smith Gallery, Austin (Texas)[28].
- 1981 : Biennale européenne de la gravure, Baden-Baden.
- 1984 : Festival de la musique, Quimper.
- 1992 : De Bonnard à Baselitz, dix ans d'enrichissements du cabinet des estampes, Bibliothèque nationale de France[29].
- 1994 : 2e Rencontres d'ensembles de violoncelles, Beauvais.
- 1996 : 2e Salon des métiers de la musique, abbaye des Prémontrés de Pont-à-Mousson.
- mai 2008 : 9e Biennale artistique du Haut Poitou et Clain, Claude Weisbuch invité d'honneur, salle multimédia de la ville de Lencloître[30].
- novembre 2012 : Estampes et gravures de Karel Demel, Michel Querioz et Claude Weisbuch, centre Jacques-Brel, Thionville[31].
- octobre 2014 : 33e Salon d'automne international de Lunéville, espace culturel Erckman, Lunéville[32].
- Juillet-août 2018 : Carrefour des arts, centre d'animation communal de Lalouvesc[33].
- juin-août 2019 : Jeanne Saint-Chéron en duo avec Claude Weisbuch, Corps et Âme Gallery, Nîmes[34].

## Réception critique
- « Weisbuch ou la non-figuration des apparences. Claude Weisbuch ne cherche pas à séduire. La rudesse de son dessin, l'âpreté de sa couleur terreuse, l'espace de désolation que sa composition impose, ne s'altèrent d'aucun misérabilisme. C'est la peine de l'homme à l'état brut, l'homme défiguré, au geste las et sa démarche épuisée sous un jour sans soleil. La couleur de Weisbuch, sa pâte, à l'image d'un mur déplâtré, d'une terre en friches, reflètent le visage éprouvé de notre monde... Cette peinture procède de la réalité, moins pour ce qu'on peut en déchiffrer que par l'impitoyable déchirure qu'elle réveille en nous. » - Raoul-Jean Moulin[26]
- « Les portraits à l'eau-forte ou à la pointe sèche de Claude Weisbuch possèdent, sous leur désordre apparent, une ordonnance graphique et une puissance de choc rares chez un jeune artiste. » - Eugène Rouir[35]
- « Chez lui, le cheval, qu'il piaffe, se cabre, caracole ou encense, jaillit d'un enchevêtrement de lignes que l'on croirait dicté par quelque automatisme immémorial. Tout ici est mouvement, vélocité ; violence, écume, vapeur, et le dessin ruisselle, comme pour rappeler que le cheval, dont le sabot a le pouvoir de faire naître les sources, émerge lui-même des eaux tumultueuses où règne Poséidon. À contempler les chevaux de Weisbuch, l'on songe aux montures des Tatars dont la crinière, semblable à des cascades, se confond avec la chevelure des belles captives. » - Patrick Waldberg[8]
- « Le graphisme violent d'un réalisme qui ouvre sur le rêve et le cauchemar, qui débouche sur l'inachevé, l'interrogation. Un art virulent, âpre et terreux, une puissance douloureuse comme contenue par une matière volontairement pauvre. » - Gérald Schurr[9]
- « Weisbuch écrit sur le cuivre ou le zinc avec puissance ; il sait où il va ; l'œuvre ne se livre que lentement, l'abord est simple, à la limite de la sévérité, sans concession à la facilité, à la mode ou à la couleur ; les gravures sont imprimées en sépia ou en noir, et les lithographies elles-mêmes comptent très peu de tons. D'où ces œuvres tirent-elles leur force et leur unité ? Elles sont établies dans un équilibre définitif. Rien à retrancher, rien à ajouter ; le paradoxe de ce travail si singulier vient d'une part que c'est construit comme une voûte romane et d'autre part jeté, repris et griffé ; le regard jouit de certaines assonances : l'archer qui semble trop grand, le virtuose qui est gaucher, l'ombre qui rampe aux pieds du personnage et mange la moitié de la feuille... Parler de la vie, simplement, à l'aide de cuivre, d'encre et de quelques outils, tel est le grand mérite de Weisbuch... Si la grandeur d'un art est avant tout dans sa simplicité, celui-ci nous atteint en plein cœur et nous bouleverse profondément, car il réduit la distance qui existe entre le langage et le monde. » - Michel Bohbot[10]
- « Weisbuch, c'est d'abord le trait. Le trait qui érige, qui amorce, force, révèle. C'est aussi l'espace toujours en état de vertige où jaillissent et voltigent les formes. C'est toujours l'homme, ses gestes et ses attitudes. Ses peintures, ses dessins et ses gravures possèdent les mêmes qualités, la même force, le même impact. Cette œuvre tout en esquisse, en apparence inachevée, qui ne cache pas ses préférences pour Rembrandt et Daumier, frappe toujours notre attention par le face à face direct du trait, d'une grande force plastique par sa simplification, par l'aisance dynamique et sa savante mise en scène. » - Jean-Marie Tasset[10]
- « Il fut virtuose dans toutes les techniques de gravure. Souvent influencé par les différents courants de l'École de Paris, il semble toutefois attiré par un art d'expression violente et humaine. .. Il a rapidement maîtrisé une écriture personnelle, dérivée du tracé "artiste" à la Daumier. » - Dictionnaire Bénézit[6]
- « Weisbuch, comme André Minaux et Bernard Buffet, associe étroitement gravure, lithographie et peinture. Elles se nourrissent mutuellement depuis ses premiers pas aux Beaux-Arts de Nancy. Il est révélateur que la première exposition de l'artiste, au Club des Arts, consacre son œuvre gravé. Le peintre adopte le trait ciselé du graveur pour caricaturer la condition humaine, comme Honoré Daumier avant lui. "Il peint par le graphisme, dans un enchevêtrement inouï de la forme primitive et secondaire (l'essentiel et l'accidentel, la forme et l'écorce en quelque sorte) utilisant un réseau ténu, vibrant de lignes modulées comme rarement d'où se dégage un corps noué, disloqué, vrai, dur comme un chêne modelé par la rigueur du temps"[36]. » - Éric Mercier[3]

## Prix et distinctions
- Grand prix de dessin de la revue Le Peintre (conjointement avec Jean-Jacques Morvan), 1956[4]
- Prix de la critique, 1961[6]
- Chevalier de la Légion d'honneur, 1997
- Titre de « dieu vivant » reçu de l'empereur du Japon[37]

## Collections publiques

### En France
- Musée du Cheval, château de Chantilly, Le Cheval, eaux-fortes pour l'ouvrage éponyme de Léon Tolstoï, 1982
- Musée des beaux-arts de Mulhouse
- Bibliothèque municipale de Nancy[4],[38],[39]
- Musée des beaux-arts de Nancy
- Musée des Beaux-Arts de Nantes[11] :
  - Vœux, pointe sèche, 1977
  - Vœux, pointe sèche, 1980
- Département des estampes et de la photographie de la Bibliothèque nationale de France, Paris[6]
- Musée d'art moderne de la ville de Paris[11] :
  - L'Exode, gravure, 1957
  - Les Syndicalistes, huile sur toile, 1965
- Musée national d'art moderne, Paris
- Fonds national d'art contemporain, Puteaux[11] :
  - Le Dernier de vingt printemps, estampe, 1954
  - 13 décembre 1981, dessin à la mine de plomb, 1981
- Musée des beaux-arts de Rennes, Autoportrait, huile sur toile, 1974[40]
- Musée d'Art et d'Industrie de Saint-Étienne[11] :
  - Les Glaneuses, pointe sèche, 1957
  - Trois femmes dans un champ, pointe sèche, 1957
- Faculté de pharmacie de Strasbourg, lithographie[41]
- Cabinet des estampes et des dessins de Strasbourg
- Les Abattoirs, Toulouse[11] :
  - Le Pupitre, pointe sèche, 1986
  - Cavalier romain, roulette et pointe sèche, 1986

### À l'étranger
- Allemagne
  - Staatliche Graphische Sammlung, Munich
  - Staatsgalerie, Stuttgart
- Australie 
  - Musée national d'Australie-Méridionale, Adélaïde
- Belgique 
  - Académie royale des beaux-arts de Bruxelles
  - Musée Gaspar, collections de l'Institut archéologique du Luxembourg[42]
- États-Unis 
  - Museum of Modern Art, New York
- Macédoine du Nord 
  - Musée d'Art contemporain de Skopje
- Pays-Bas 
  - Stedelijk Museum Amsterdam
- Pologne
  - Musée national de Cracovie
  - Muzeum Sztuki w Łodzi (pl), Łódź
  - Musée national de Varsovie
- Serbie 
  - Musée d'Art contemporain de Belgrade
- Suède 
  - Musée des Beaux-Arts de Göteborg
- Suisse 
  - Musée cantonal des beaux-arts de Lausanne

## Collections privées
- Claude François, moulin de Dannemois, Le Violoncelliste, lithographie[43].